# Dacron

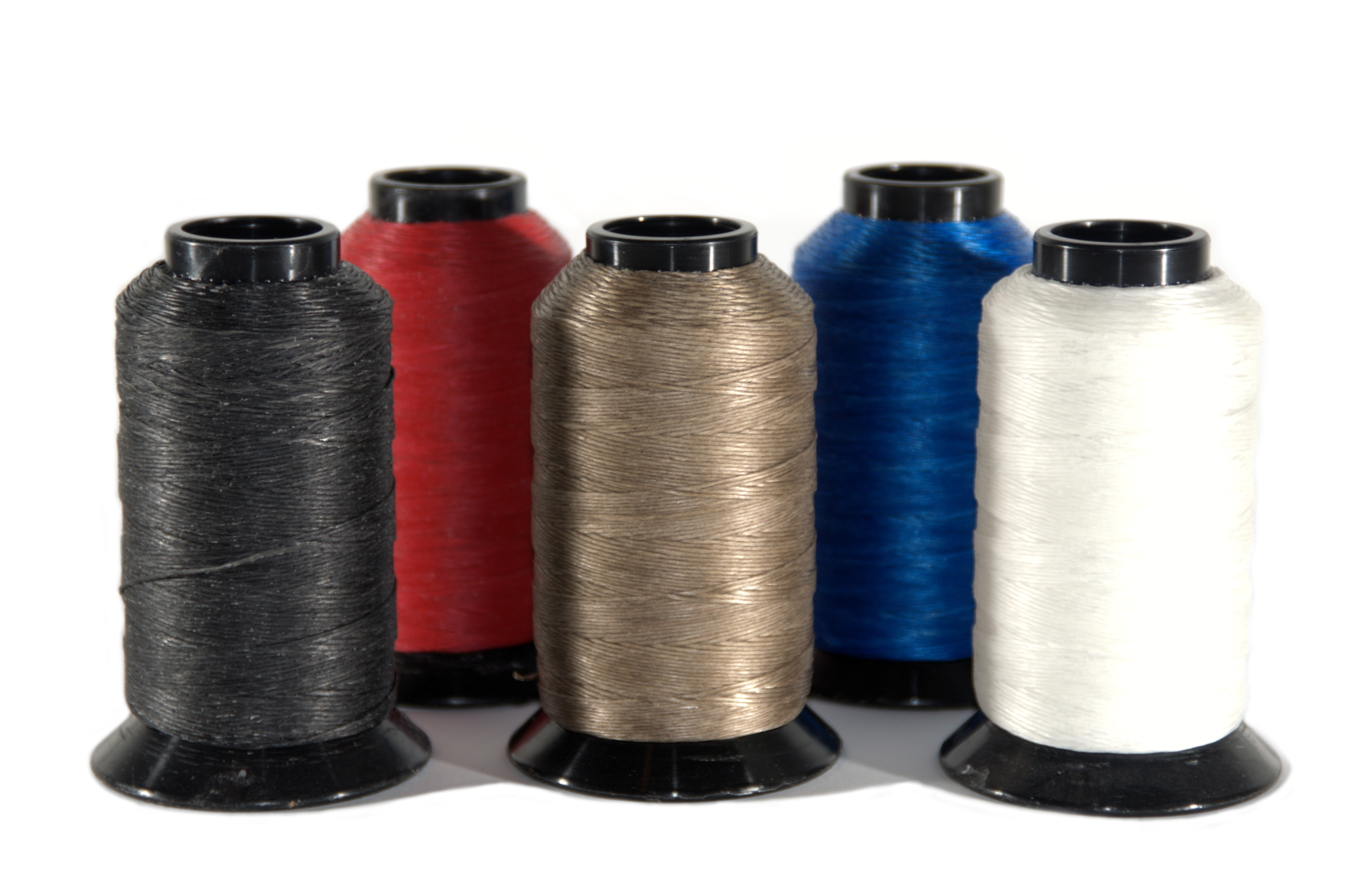
Bobines de fibres en Dacron.

Dacron est le nom déposé par l'entreprise Invista pour un textile synthétique du groupe des polyesters (polytéréphtalate d'éthylène).

## Propriétés
En termes de propriétés chimiques, ce sont des fibres qui se détériorent par les acides forts mais elles sont faiblement atteintes par les oxydants et les réducteurs et résistent aux solvants, enzymes et corps gras.
Issu de la famille des synthétiques, il est résistant à la traction, à l’abrasion et à la lumière (UV). Ses propriétés chimiques le protègent des microorganismes et insectes. Cette matière permet une bonne mémoire de forme. Elle est donc infroissable et l'entretien d'autant plus simple avec un lavage et séchage rapide.
Dérivé plastique, les créations à base de Dacron sont thermosensibles. Par conséquent, un pli peut être permanent si l'on presse le tissu à chaud, et il faudra teindre à très haute température pour fixer la couleur.
Le toucher est rêche et n'absorbe pas l'humidité.

## Utilisations

### Utilisation médicale
Des tubes prothétiques sont fabriqués en Dacron. Ils sont utilisés dans le domaine chirurgical, par exemple en chirurgie cardiaque ou lors de chirurgie de l'aorte.

### Utilisation spatiale
Les combinaisons des astronautes sont composées de quatre couches en Dacron entrelacés de cinq couches de Mylar ayant pour but de se protéger de la chaleur. Lors de la mission Gemini, un maillage tressé composé d’un mélange de Dacron et de Téflon empêche la combinaison de gonfler trop et permet au cosmonaute une grande liberté de mouvements tout en gardant le tout pressurisé lors d’une sortie extravéhiculaire (EVA en anglais).
Des toiles en dacron sont aujourd'hui utilisées revêtement en tissu pour les avions à la place des toiles en lin, coton ou soie utilisées dans les débuts de l'aviation.

### Utilisation sportive
Le Dacron, grâce à ses propriétés, permet une excellente prise au vent tout en assurant la légèreté qui est nécessaire aux voiles dans les sports de type kite.

### Utilisation dans la publicité gonflable
Utilisé pour sa grande résistance, les structures gonflables sont à base de Dacron. Cela permet de préserver la chambre à air interne des intempéries, tout en assurant un dégonflage et dégonflage sûr.